# Uttenhofen (Stephansposching)

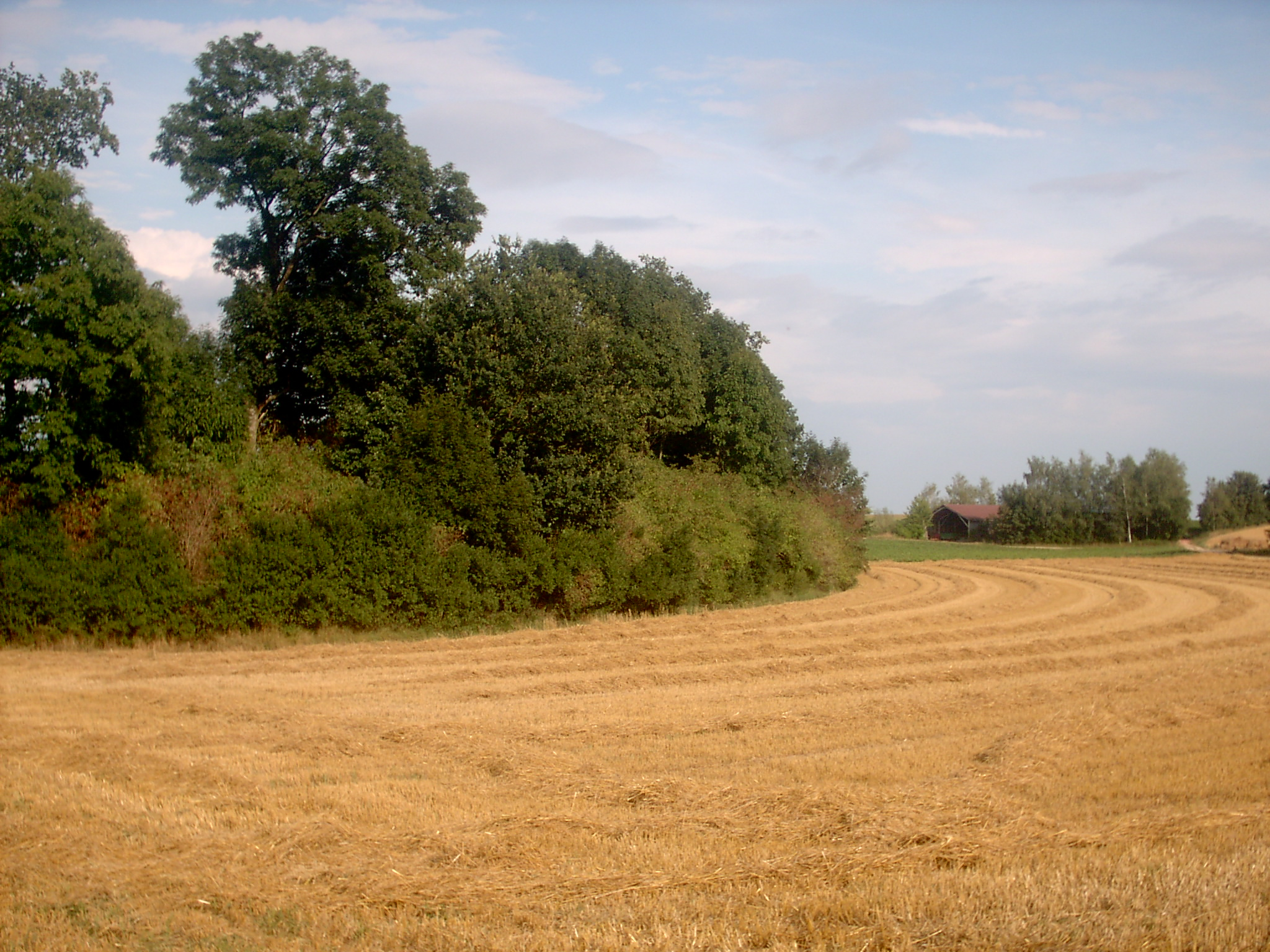
Feld bei Uttenhofen

Uttenhofen ist ein Gemeindeteil der Gemeinde Stephansposching im niederbayerischen Landkreis Deggendorf, im Gäuboden, südlich der Donau.

## Lage
Das Dorf Uttenhofen liegt im Gäuboden etwa 500 Meter östlich von Stephansposching. Es schließt heute direkt an Stephansposching an, wodurch Uttenhofen meist gar nicht von Stephansposching unterschieden wird.

## Geschichte
Im Baugebiet Marterläcker fand Kreisarchäologe Dr. Karl Schmotz im November 2008 eine Kreisgrabenanlage aus der mittleren Jungsteinzeit, die möglicherweise eine kultische Stätte gewesen sein könnte. Zwischen Uttenhofen und Stephansposching lag zudem ein ausgedehnter Siedlungsplatz der Bandkeramik, auch Scherben der Münchshöfener Kultur wurden entdeckt. Östlich des Ortes liegen Funde der Glockenbecherkultur, ferner ist Uttenhofen ein wichtiger Fundort von keltischen Siedlungsspuren aus der Hallstatt- und Latènezeit. Auch römerzeitliche Scherben wurden ausgeackert.
Der Name deutet vermutlich darauf hin, dass es sich um einen durch Utto, den ersten Abt des Klosters Metten erfolgten Ausbauort des Klosters aus dem 8. Jahrhundert handelt. Im 13. Jahrhundert gehörte Uttenhofen zur Hofmark Seebach des Hochstifts Passau. Um 1230 überließ der Passauer Bischof Uttenhofen dem Grafen Albert IV. von Bogen als hochstiftisches Lehen zu Leibgeding. Die Grafen von Bogen starben 1242 aus.
Im vor 1300 entstandenen zweiten Herzogsurbar erscheint der Ort als Vttenchoven. Er befand sich sodann im Besitz von Kloster Niedernburg und wurde 1374 erstmals als Hofmark bezeichnet. Als Vögte fungierten die Degenberger, denen ab dem 14. Jahrhundert bereits die Hofmark Stephansposching gehörte. Im Jahr 1538 reichte Äbtissin Brigitta von Seiboltsdorf bei der herzoglichen Regierung in Straubing ein gegen die Eigenmächtigkeit des Freiherrn Johann von Degenberg gerichtetes Schreiben ein, da dieser sogar den Klosterrichter von Uttinghofen gefangen genommen und erst nach vier Tagen entlassen habe. Sie konnte sich aber gegen die faktische Beschlagnahme der Hofmark durch den Degenberger nicht durchsetzen. 1593 gab es noch einmal eine Beschwerde der Äbtissin Kunigunde von Puchberg über die Degenberger. Offenbar war auch diese Klage erfolglos, denn nach dem Aussterben der Degenberger im Jahr 1602 fiel die Hofmark gemeinsam mit Stephansposching an den Landesherrn.
Uttenhofen verlor im Laufe der Jahre seinen Status als Hofmark und wird im Konskriptionsjahr 1752 lediglich als Hauptmannschaft innerhalb der Kurfürstlichen Hofmark Stephansposching erwähnt. Der einstige Hofmarksbesitzer, das Kloster Niedernburg, erschien nun nur noch als Grundherr.
Mit dem ersten Gemeindeedikt 1808/1811 kam Uttenhofen zum Steuerdistrikt Stephansposching, mit dem zweiten Gemeindeedikt 1818/1821 zur Ruralgemeinde Stephansposching.
Uttenhofen hat ungefähr 1000 Einwohner. Der Ort ist landwirtschaftlich geprägt. Den Mittelpunkt des Ortes stellt die Kapelle dar, in der in unregelmäßigen Abständen Gottesdienste stattfinden. Das wohl größte Ereignis ist das alljährliche Maifest, welches am 30. April und 1. Mai stattfindet. In den Jahren 2020 bis 2022 ist das Maifest vor allem aufgrund der Corona-Pandemie entfallen. Aufgrund einer fehlenden Location für das Maifest ist auch ab 2023 ungewiss, ob und wann dieses wieder stattfindet.

## Baudenkmäler
- Filialkirche Unsere Liebe Frau. Die Filialkirche der Pfarrei Stephansposching hat einen Chor und Turmunterbau aus dem 15. Jahrhundert. Das Langhaus stammt aus dem 17. Jahrhundert.

## Vereine
- Dorfgemeinschaft Uttenhofen
- Dorfjugend Uttenhofen